# Cavaleiros do Outeiro Maior
A família dos senhores da Casa dos Cavaleiros do Outeiro Maior, concelho de Vila do Conde, é também conhecida como os Ferreiras de Eça. O seu antepassado mais antigo e bem identificado é Fafia Guterres, que viveu em finais do século XI e primeira metade do XII, e era aparentado com os Cunhas. É ainda mencionado nas Inquirições de D. Afonso III, onde se diz que  «esta paróquia é Honra dos Cavaleiros desde antigamente, da família de D. Fafia Guterres» ("parrochia ist est honor militum de veteri, de genere Domini Fafie Goterri").
O Paço de Cavaleiros foi solar da linhagem medieval dos Ferreiras. A familia Ferreira de Eça propriamente dita aparece com o casamente de Estevao Ferreira (1463-1517) fidalgo da Casa Real e importante proprietario fundiario, com Beatriz de Eça, Filha de Joao de Eça, Alcaide-mor de Sousel e Vila Viçosa, de familia menos afortunada, mas de linhagem muito mais prestigiada (Os Eças descendem de João de Portugal, filho do rei Pedro I de Portugal e de Inês de Castro).
Até ao séc. XVI, os Cavaleiros terão resido habitualmente no seu palácio do Outeiro Maior e ter-se-ão feito sepultar no Mosteiro de S. Simão da Junqueira; a partir do séc. XVI, mudaram a sua residência para a Casa do Arco, em Guimarães, nao deixando contudo de residir sazonalmente na Casa dos Cavaleiros, e na Casa do Paço de São Tomé de Negrelos (conc. de Santo Tirso).
Três gerações sucessivas de senhores da família foram sepultadas no Convento de S. Francisco de Vila do Conde: Joana Ferreira de Eça (+1566), Estevao Ferreira de Eça (+1590), e Jeronima Ferreira de Eça (+1648) com seu marido, Manuel Machado de Miranda (+1645), bem conhecido na história de Guimarães.
No século XIX, houve três Condes de Cavaleiros, Rodrigo José António de Meneses, Gregório José António Ferreira de Eça e Menezes e Rodrigo José de Meneses de Eça.
A escritora Agustina Bessa-Luís, embora não seja descendente da referida familia passou contudo algum tempo da sua adolescência na Casa de Cavaleiros (a que a autora, na narrativa, chama «Condestável») facto evocado no conto O Soldado Romano, nos Dentes de Rato e também no romance Antes do Degelo. De salientar que na capa da edição original desta obra vem uma fotografia da fachada desta casa.
Sobre os Condes de Cavaleiros, veja-se aqui. Esta página contém indicações bibliográficas sobre os Cavaleiros.